# 薩伏依的瑪麗亞·路易莎
薩伏依的瑪麗亞·路易莎（義大利語：Maria Luisa di Savoia，1729年3月25日—1767年6月22日），薩丁尼亞國王卡洛·埃曼努埃萊三世的次女。
瑪麗亞·路易莎終生未婚，死後葬在蘇佩爾加聖殿。